# Nothorhina granulicollis
Nothorhina granulicollis is een uitgestorven kever uit de familie boktorren (Cerambycidae). De wetenschappelijke naam van de soort is voor het eerst geldig gepubliceerd in 1905 door Zang. Vondsten zijn bekend uit het oligoceen van Duitsland, Polen en Litouwen.